# Hakenhof Sinziger Straße 9

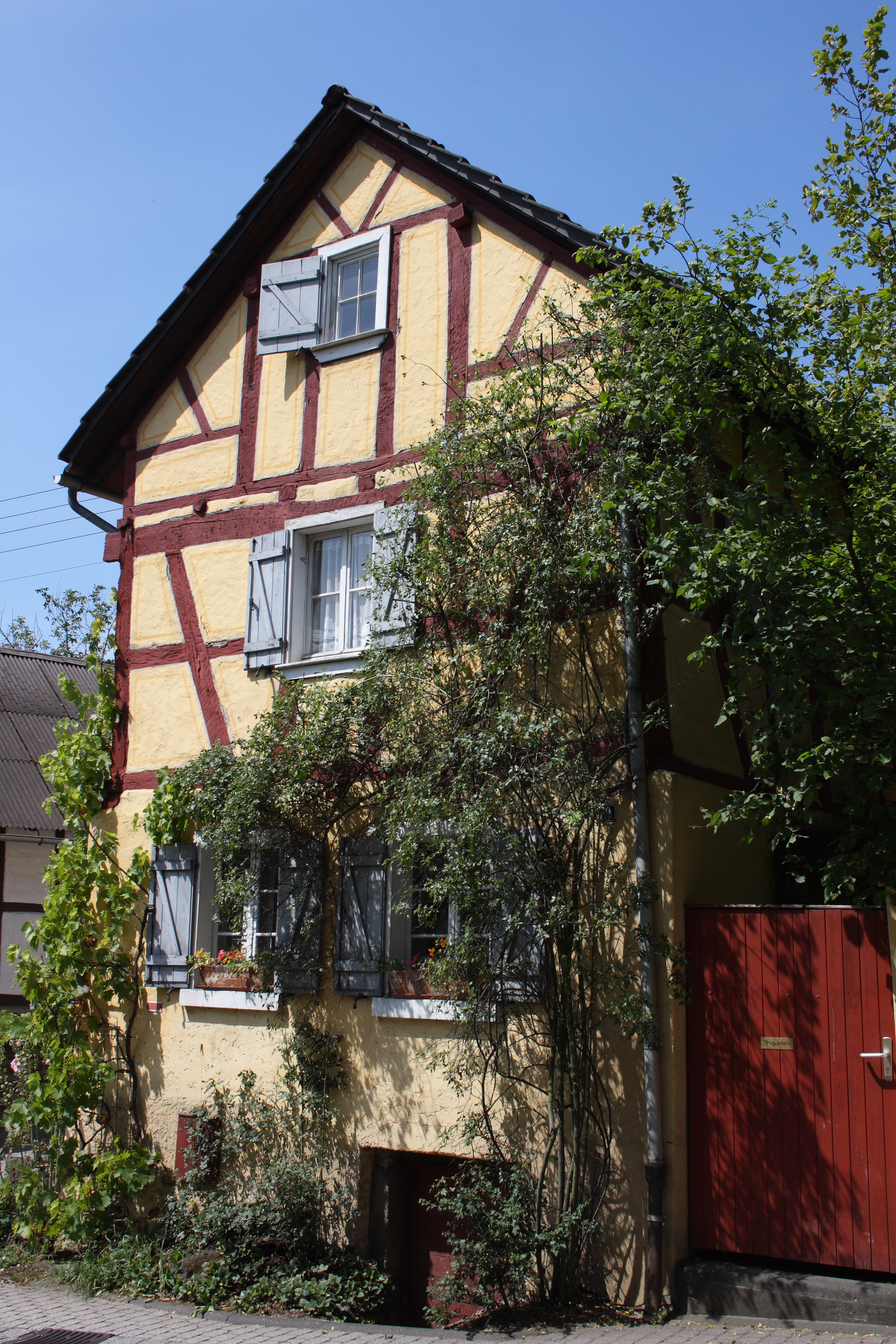
Hakenhof in Waldorf

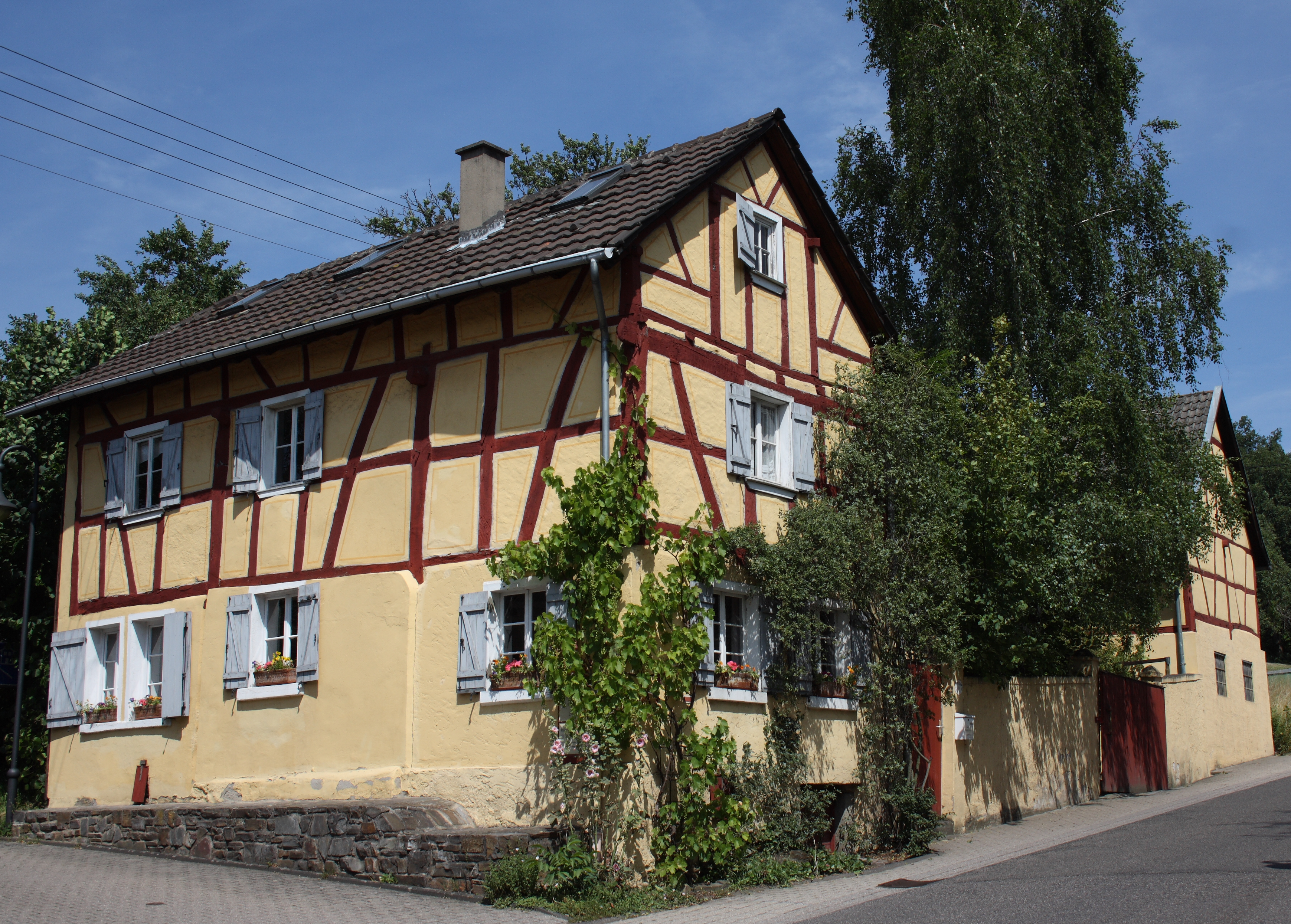
Ansicht Schulstraße/Ecke Sinziger Straße

Der Hakenhof Sinziger Straße 9 in Waldorf, einer Ortsgemeinde im Landkreis Ahrweiler in Rheinland-Pfalz, ist ein Ensemble von drei Gebäuden aus dem 19. Jahrhundert. Diese sind ein geschütztes Kulturdenkmal.
Der Hakenhof wurde ursprünglich am Ende der Ortsausfahrt nach Sinzig gebaut. Das Wohngebäude, mit massivem Erdgeschoss, steht am linken Rand des Grundstücks mit der Traufseite zur Schulstraße hin. Es ist ein zweistöckiges Fachwerkhaus ohne Zierformen. Im Winkel von 90 Grad schließt sich eine Scheune mit Stallungen an. Im Winkel zwischen den Gebäuden befindet sich der begrünte Innenhof. Parallel zum Wohnhaus steht mit kleinem Abstand das Stallgebäude, das größere Veränderungen erfahren hat.
Heute wird das sanierte Gebäude als Ferienwohnhaus genutzt.